# Zele paulus
Zele paulus är en stekelart som beskrevs av Sharma 1985. Zele paulus ingår i släktet Zele och familjen bracksteklar. Inga underarter finns listade i Catalogue of Life.